# Villers-Bocage, Somme
Villers-Bocage är en kommun i departementet Somme i regionen Hauts-de-France i norra Frankrike. Kommunen ligger i kantonen Villers-Bocage som tillhör arrondissementet Amiens. År 2022 hade Villers-Bocage 1 509 invånare.

## Befolkningsutveckling
Antalet invånare i kommunen Villers-Bocage
| Referens: INSEE |